# Данилів Теодор Юрійович
Теодор-Тадей Данилів (19 липня 1909, Бучач — 2002 або 7 лютого 2003, Лондон) — український адвокат, журналіст, громадський діяч Тернопільщини (Друга Польська Республіка), української діаспори Великої Британії.

## Життєпис
Народжений 19 липня 1909 року в м. Бучачі, нині Тернопільська область, Україна (тоді Королівство Галичини і Володимирії, Австро-Угорщина). 1927 року вступив на правничий факультет Львівського університету. Через два роки перевівся до Краківського університету, де здобув ступінь магістра права.
Працював адвокатом у Бучачі, Збаражі. У 1931—1933 роках — один з очільників філій українських товариств, секретар філії товариства «Просвіта» в Бучачі. В 1934—1938 — секретар філії товариства «Просвіта» у Збаражі. У 1938—1939 роках — голова філії «Українського товариства допомоги інвалідам і охорони воєнних могил», секретар: філії товариств «Просвіта», «Сільський господар», Надзірної (спостережної) ради «Повітового союзу кооператив» (ПСК); заступник директора «Українського банку» (Українбанку), один з очільників управ гуртка товариства «Рідна школа», инших повітових громадських орґанізацій у Бучачі. Член УНДО.
Заарештований 25 січня 1940 року Бучацьким райвідділом НКВС (ст. 54-10 КК УССР). Згідно з постановою «особого совєщанія» при НКВС СССР від 5 квітня 1941 року ув'язнений на 8 років у ВТТ («виправно-трудовий табір»).
Вивезений до Республіки Комі, амністований, висланий до Середньої Азії. 1941 або 1942 року амністований. Вибув із СССР у складі польської армії генерала Владислава Андерса; у її складі брав участь у другій світовій війні на італійському фронті.
В еміграції з 1946 чи 1947 року. у Великій Британії: секретар управи, секретар ради, директор управи Союзу українців Великої Британії (1947—1952 роки), генеральний секретар Союзу українців у Великій Британії; редактор часопису «Українська думка»; діловий секретар, ґенеральний секретар Координаційного осередку Українських громадських центральних установ Європи, Азії, Африки (КОУГЦУ).
У 1954—1964 роках — радіожурналіст «Закордонної радіомовної інформаційної служби» (США), в 1965—1975 — у ВВС (Бі-Бі-Сі). 
Автор книги «Основоположник Пласту: до 80-річчя професора доктора Олександра Тисовського» (Мюнхен, 1966 р.). Від 1972 року видавець і редактор квартальника «За нашу майбутність» (Лондон).
Жертводавець на українські потреби, у тому числі на книгу «Бучач і Бучаччина» (104 $).
Помер 7 лютого 2003 (за іншими даними 2002) року в Лондоні.

### Сім'я
Дружина — Ольга-Зеновія з Васильківих.